# Bacúrio de Arzanena
Bacúrio (em latim: Bacurius; em grego: Βακούριος; romaniz.: Bakoúrios; em georgiano: Բակուր; romaniz.: Bakur) foi um nobre armênio (nacarar) do século IV, ativo durante o reinado do rei Cosroes III (r. 330–339). Serviu como vitaxa de Arzanena e supostamente descendia da dinastia orôntida.

## Nome
Pácoro (Pacorus; Πάκορος, Πακώρος, Παχορος, Pákoros, Pakṓros, Pachoros), Pacores (Πακορης, Pakorēs), Pácuro (Πάκουρος, Pákouros), Pacúrio (Pacurius; Πακούριος, Pakoúrios) ou Bacúrio (Bacurius; Βακούριος, Bakoúrios) são as formas latina e grega do iraniano médio Pacur (Pakur), derivado do iraniano antigo Baguepur (bag-puhr), "filho de um deus". Foi registrado em armênio (Բակուր) e georgiano (ბაკური) como Bacur (Bakur), em siríaco como Pacor (ܦܩܘܪ, Paqor), em gandari como Pacura (𐨤𐨐𐨂𐨪) e em aramaico como Pacur (𐡐𐡊𐡅𐡓𐡉, pkwry).

## Vida
Bacúrio alegadamente pertencia a uma linhagem aparentada com a antiga dinastia orôntida e nasceu no século IV. Sabe-se que era pai de Hexai e de uma filha de nome desconhecido. Em data incerta, assumiu a posição de vitaxa (vice-rei) de Arzanena, uma das quatro regiões fronteiriças do Reino da Armênia. Desde 298, em decorrência dos termos da Paz de Nísibis, Arzanena esteve sob influência do Império Romano. Durante o reinado de Cosroes III (r. 330–339), Bacúrio liderou uma revolta independentista contra os romanos e o rei armênio, que nominalmente era vassalo imperial, visando tornar-se vassalo do Império Sassânida. O xainxá Sapor II (r. 309–379) enviou tropas para auxiliar Bacúrio, forçando Cosroes III e o católico Vertanes I, o Parto (r. 327/33–341/2) a se refugiarem em Terua.
De acordo com Moisés de Corene, Bacúrio aproveitou a invasão de Sanatruces, rei dos mascutes, para iniciar sua revolta. O autor afirmou que Cosroes III enviou Mar de Grande Sofena e Dátis Caminacano para Constantinopla com uma carta para pedir tropas do imperador Constantino I (r. 306–337), que respondeu enviando muitas tropas sob liderança de Antíoco. O general romano ajudou a lidar com a invasão de Sanatruces, o que permitiu aos generais armênios lidarem com a ameaça de Bacúrio. Moisés atribuiu a Manachir Restúnio a destruição do exército iraniano que auxiliou o rebelde e sua execução, bem como alegou que seu filho Hexai foi capturado e levado para Cosroes.
Fausto, o Bizantino forneceu um relato muito diferente, que não menciona qualquer intervenção romana. Segundo ele, Cosroes III enviou um grande número de tropas contra o rebelde lideradas pelos nobres João de Corduena, Mar de Grande Sofena, Narses de Pequena Sofena, Valinaces I Siuni, Dátis Caminacano e Manaque de Bassiana. Eles marcharam contra as tropas iranianas, as chacinaram e depois mataram Bacúrio e seus irmãos e filhos. No rescaldo da luta, a cabeça do rebelde e sua filha foram levadas perante o rei, que casou a jovem com Valinaces e lhe concedeu a posição de vitaxa de Arzanena e as posses de Bacúrio. Hexai, filho do conspirador, sobreviveu ao conflito ao se abrigar junto de Vache I e anos depois reivindicaria sua herança.